# Solar Physics Division
Solar Physics Division (SPD) – jest oddziałem American Astronomical Society (AAS), którego celem jest rozwój badań Słońca.
SPD skupia ponad 500 uczonych z całego świata. Zjazdy SPD odbywają się corocznie. Przyznaje także nagrody:
- George Ellery Hale Prize za życiowe osiągnięcia w astronomii słonecznej;
- Karen Harvey Prize za badania w astronomii słonecznej;

a także sponsoruje studentów.
Początki SPD stanowiło zorganizowanie przez AAS serii spotkań nt. fizyki Słońca. W 1965 roku inicjatorami ich byli: Henry J. Smith (NASA) i Leo Goldberg (Harvard College Observatory); pierwszym przewodniczącym komitetu organizacyjnego został John Firor (HAO). W roku 1968 wytworzyła się w AAS konieczność podziału na ściślejsze gałęzie astronomii, co nastąpiło formalnie na zjeździe AAS (Victoria, sierpień 1968). W roku 1969 komitet organizacyjny SPD nakreślił pierwsze statuty, które zatwierdziło grono 61 członków założycieli oddziału. Pierwsze z corocznych spotkań oficjalnego SPD odbyło się Huntsville (Alabama) w listopadzie 1970 roku.